# Biblioteca de Shanghái
La Biblioteca de Shanghái (en chino: 上海图书馆) es la segunda biblioteca más grande en China después de la Biblioteca Nacional de China en Pekín. Se encuentra en Shanghái, en la costa de China. Con 24 plantas y 348 pies (106 m) de altura, es una de las bibliotecas más altas en el mundo. El edificio tiene una torre que parece un faro gigante.
La primera biblioteca de Shanghái fue construida en 1847. El nombre del edificio era "Biblioteca de la misión jesuita Xu Jiahui". En 1925, la Biblioteca del este de Shanghái, la primera controlada por los chinos, fue abierta.
En 1950, el Comité de Patrimonio Cultural puso en marcha una campaña de recogida de libros y después de un año, la colección creció a más de 200.000 volúmenes. Muchos académicos y celebridades contribuyeron y algunos de ellos hicieron grandes donaciones. El comité también comenzó a comprar libros en el extranjero.
La primera gran biblioteca pública municipal fue fundada en Shanghái el 22 de julio de 1952. La biblioteca tiene una colección de más de 700.000 volúmenes